# Volksdemokratische Partei Usbekistans

Parteilogo

Die Volksdemokratische Partei Usbekistans (usbekisch: Oʻzbekiston Xalq Demokratik Partiyasi, Abkürzung OXDP oder XDP) ist eine politische Partei in Usbekistan und war lange Zeit die konservativ-nationalistische Regierungspartei des jungen Staates. Die Partei akzeptiert die autoritäre Führung des Landes und betrachtet sich selbst als wertkonservativ.

## Geschichte
Die Partei wurde offiziell am 1. November 1991 gegründet, als die Usbekische Sozialistische Sowjetrepublik von der Sowjetunion unabhängig wurde.
Die Kommunistische Partei der Usbekischen SSR entschied sich im Oktober 1991, sich von der Kommunistischen Partei der Sowjetunion loszulösen und ihren Namen in Volksdemokratische Partei – OXDP umzuändern. Gleichzeitig erfuhr die Partei einen starken Rechtsruck vom Sozialismus hin zum Konservativismus.
Die Partei wurde lange Zeit vom mittlerweile verstorbenen Präsidenten Islom Karimov geführt. Karimov wechselte allerdings die Partei und war anschließend Vorsitzender der Liberaldemokratischen Partei Usbekistans. Von 2013 bis 2019 war Hotamjon Ketmonov Parteivorsitzender und Präsidentschaftskandidat der Partei den Präsidentschaftswahlen in Usbekistan 2015 und 2016. 2019 wurde Ulugʻbek Inoyatov neuer Parteivorsitzender der Volksdemokratischen Partei.